# Bradypterus alfredi
Bradypterus alfredi е вид птица от семейство Locustellidae.

## Разпространение
Видът е разпространен в Демократична република Конго, Етиопия, Южен Судан, Судан, Танзания, Уганда и Замбия.